# Rio Prêto (vattendrag i Brasilien, Espírito Santo, lat -18,67, long -40,92)
Rio Prêto är ett vattendrag i Brasilien.   Det ligger i delstaten Espírito Santo, i den sydöstra delen av landet, 800 km öster om huvudstaden Brasília.
Omgivningen kring Rio Prêto är huvudsakligen savann. Området är ganska tätbefolkat, med 108 invånare per kvadratkilometer.